# Никола Р. Пашић
Никола Пашић (фр. Nicholas Pasic; Париз, 26. новембар 1918 — Торонто, 9. јануар 2015) био је српски историчар, борац у покрету Драже Михаиловића, правник и бележник (нотар) у канадској провинцији Онтарио. Истакао се као суоснивач и дугогодишњи председник Српске националне академије у Канади.

## Биографија
Никола Пашић је син Радомира Раде Пашића, сина српског политичара Николе Пашића и мајке Гркиње Катарине „Бебеке” (рођ. Зотос). Његова мајка се касније преудала за Драгомира Касидолца и узела његово презиме. Школовао се у Бриселу, Риму и Лондону. Током Другог светског рата ступио је у редове покрета Драже Михаиловића. Био је ухапшен; до 1943. године је био у затвору Главњача и Бањичком логору, али је ослобођен под условом да напусти земљу. Ипак се илегално поново пребацује у Југославију, где остаје до повлачења дела војске Краљевине Југославије 1944. године. После рата завршава студије у Оксфорду и ради у Енглеској око десет година.
Никола Пашић се 1958. године са породицом преселио у Канаду, где се запошљава у Министарству правде провинције Онтарио. Са четири сарадника оснива Српску националну академију у Торонту. На њеном челу остаје до 1993. године. Тај период се сматра „златним добом” Академије, пошто се у то време она бавила претежно културним активностима, а велики талас новодошлих је тек почео да пристиже. Никола Пашић је посетио Србију 2001. године, али је пасионирано проучавао њену историју (нпр. дело „Неки погледи на даља истраживања о Другом светском рату у Југославији”). После оживљавања рада Српске националне академије у Канади, ова му је 2013. године доделила плакету оснивача.
Преминуо је у Торонту, 9. јануара 2015. године. После опела у Цркви Светог Саве, сахрањен је (поред Јована Јоветића) на торонтском гробљу Јорк, 13. јануара 2015. године.

## Приватни живот
Од 1945. године био је ожењен Зором „Шупи” са којом је имао ћерку Кетрин и сина Мајкла Драгомира. Њихов син Мајкл Драгомир преминуо је два месеца после оца, у 65. години живота а Зора је преминула 2021. године.